# Поткалиње (Крупа на Уни)
Поткалиње је насељено мјесто у општини Крупа на Уни, Република Српска, БиХ. Према попису становништва из 1991. у насељу је живјело 284 становника. На попису становништва 2013. године, према подацима Агенције за статистику Босне и Херцеговине није било становника.

## Становништво
| Демографија | Демографија | Демографија |
| Година      | Становника  | Становника  |
| ----------- | ----------- | ----------- |
| 1948.       | 557         |             |
| 1953.       | 590         |             |
| 1961.       | 606         |             |
| 1971.       | 523         |             |
| 1981.       | 446         |             |
| 1991.       | 284         |             |